# Louis Roy de Loulay
Louis Roy de Loulay, né le 8 août 1848 à Paris et mort le 27 juillet 1911 à Loulay, est un homme politique français.

## Biographie
Fils de Pierre Auguste Roy de Loulay et conseiller général, Louis Roy de Loulay est député de la Charente-Inférieure du 20 février 1876 au 14 octobre 1889 puis du 22 mai 1898 au 31 mai 1902.